# إدارة البنوك
إدارة البنوك هي تخصص يركز على دراسة كيفية إدارة المؤسسات المالية والبنوك. يهدف هذا التخصص إلى تعزيز فهم الطلاب للأساسيات المالية والمصرفية، وكذلك لتطبيق هذه الأساسيات على المؤسسات المالية. تشتمل مهام إدارة البنوك على العديد من الجوانب المختلفة، بما في ذلك الإدارة العامة والمالية والمحاسبية والتسويقية والعمليات والتكنولوجيا. يهدف هذا الاختلاف إلى تزويد الطلاب بالمهارات اللازمة لإدارة المؤسسات المالية والبنوك بكفاءة.
من بين الموضوعات الرئيسية التي يغطيها تخصص إدارة البنوك هي الإدارة المالية والمحاسبية، حيث يتعلم الطلاب كيفية إدارة الأموال والأصول والالتزامات المالية للبنوك. كما يتناول التخصص أيضاً العمليات المصرفية والتسويقية، وكيفية تسويق خدمات ومنتجات البنوك، بالإضافة إلى موضوعات التكنولوجيا والأمن السيبراني الضرورية للحفاظ على أمان البيانات والمعاملات المالية.
وبالإضافة إلى ذلك، يهدف تخصص إدارة البنوك إلى تزويد الطلاب بالمعرفة اللازمة لفهم الأسواق المالية، والتقنيات المالية المختلفة، وكيفية تحليل البيانات المالية واستخدامها في صنع القرارات المالية. كما يتضمن التخصص دراسة بعض المواضيع المهمة المتعلقة بالقانون المالي والتنظيمي، كالقوانين المصرفية والمالية والعملات والضرائب. يتطلب تخصص إدارة البنوك أيضاً مهارات التواصل والتفاوض والعمل الجماعي، حيث يتعلم الطلاب كيفية التعامل مع العملاء والشركاء والمستثمرين المختلفين، وكيفية بناء العلاقات الجيدة.
وبالنظر إلى الاهتمام المتزايد بالتمويل والأعمال المصرفية في العالم، فإن تخصص إدارة البنوك يوفر فرصاً واسعة للخريجين في الحصول على فرص عمل جيدة في مجال الأعمال المالية، بما في ذلك العمل في البنوك والمؤسسات المالية والشركات الأخرى ذات الصلة. بشكل عام، يمكن القول إن تخصص إدارة البنوك هو تخصص مهم ومثير للاهتمام، حيث يوفر للطلاب فرصاً لتعلم كيفية إدارة المؤسسات المالية بكفاءة وفعالية. ويساعد هذا التخصص الطلاب على تطوير مهاراتهم في الإدارة والتحليل المالي والتكنولوجيا، وبالتالي يمكن أن يساعدهم على الحصول على فرص عمل مشوقة ومجزية في مجال الأعمال المالية.